# Saxicola torquatus
Il saltimpalo (Saxicola torquatus (Linnaeus, 1766)) è un piccolo uccello della famiglia Muscicapidae.

## Descrizione
Il saltimpalo è lungo circa 12 cm e pesa fino a tredici grammi.
Il maschio ha una testa nera e un semicollare bianco al collo. Il petto è colorato di rosso arancio. Le femmine hanno tutto il corpo di un colore più opaco.

## Distribuzione e habitat
La specie ha un ampio areale paleartico-paleotropicale, che comprende Europa, Africa e Asia.

La sua residenza invernale è l'Europa meridionale e Occidentale. In Europa centrale e orientale il saltimpalo è presente da marzo a novembre.
Vive su superfici aperte con vegetazione arbustiva, per esempio in brughiere, praterie alte, incolti, prati, campi coltivati.

## Biologia

### Alimentazione
Il saltimpalo si nutre di insetti, ragni e vermi che cattura prevalentemente dal terreno. Caccia da appostamento: dal suo posatoio parte in volo e va a catturare le sue prede.
Necessita della presenza di cespugli, arbusti, erbe folte, paletti (da cui il nome comune italiano e quello dialettale toscano "spuntacalocchi", ove il calocchio è appunto un paletto): tutti punti di appostamento per la caccia. Da queste postazioni il maschio può cantare per segnalare il proprio territorio.

### Riproduzione
Nel periodo di cova da marzo ad agosto vengono deposte due covate. Il nido viene costruito al suolo con erba, fili di paglia, licheni e radici; solitamente nascosto bene alla base di un cespuglio.
Le femmine depongono dalle cinque alle sei uova.